# Jan Chlewicki
Jan Chlewicki z Chlewisk herbu Odrowąż – prepozyt sandomierski w 1525 roku, scholastyk włocławski w 1511 roku, pleban w Gorzyczanach w 1489 roku.
Kształcił się w Akademii Krakowskiej.